# Palazzo Spinola di Luccoli-Balestrino
Le palais Spinola di Luccoli-Balestrino est un édifice historique situé sur la Piazza delle Fontane Marose dans le centre historique de Gênes. Le bâtiment a été inclus dans la liste des palais des Rolli de Gênes.

## Histoire et description
Le bâtiment se dresse sur la zone où, au XVIe siècle, se trouvait la maison avec jardin reconstruite par Gio Giacomo Spinola (1549), au coin supérieur de l'actuel vico Stella, et celle de Benedetto Spinola de Mongiardino avec une fresque de Luca Cambiaso (1567).
La configuration néoclassique actuelle, avec un ordre ionique gigantesque sur la façade, est due à la conception de Nicolò Laverneda et Angelo Cavanna ; le corps du bâtiment à côté du palais a été plutôt construit dans les premières décennies du XXe siècle.
À l'intérieur se trouvent des fresques de Francesco Gandolfi et des paysages de Tammar Luxoro qui rappellent le Val Polcevera où Giovanni Battista Cambiaso (doge de la république de Gênes en 1771-1772) avait tracé la route principale (aujourd'hui via Walter Fillak), qui menait à sa villa de Cremeno.
Siège de Banco d'Italia et Rio della Plata, il appartient aujourd'hui à la Fondation Banca Cariplo qui a effectué les derniers travaux de rénovation après l'incendie de juillet 1994. Au rez-de-chaussée, l'action du feu a révélé une structure voûtée sur colonnes du XVIe siècle.

## Source de traduction
- (it) Cet article est partiellement ou en totalité issu de l’article de Wikipédia en italien intitulé « Palazzo Spinola di Luccoli-Balestrino » (voir la liste des auteurs).